# Maurício, Príncipe de Orange
Maurício de Orange-Nassau (Dillenburg, 14 de novembro de 1567 – Haia, 23 de abril de 1625) foi um militar holandês e destacado líder político na Guerra dos Oitenta Anos. Era filho de Guilherme, o Taciturno. Tornou-se príncipe de Orange em 1618, sucedendo ao seu irmão Felipe Guilherme em 1618.
Durante o reinado de Maurício, a Holanda lutava para se tornar independente da Espanha na Guerra dos Oitenta Anos. Até Maurício assumir o controle, a revolta contra os espanhóis era desorganizada. Ele organizou as tropas, mandou construir a Linha de água Holandesa e venceu várias batalhas importantes, que levaram a uma trégua de 12 anos, terminada em 1621. Suas tentativas de negociar com a Espanha depois da trégua não foram bem-sucedidas.
Maurício nunca casou e foi sucedido por seu irmão Frederico-Henrique.